# Микитин, Владимир Богданович
Влади́мир Богда́нович Мики́тин (укр. Володимир Богданович Микитин; род. 28 апреля 1970, Красный Луч, Ворошиловградская область) — советский и украинский футболист, защитник; тренер. Выступал за сборную Украины.

## Биография
Начал играть в ДЮСШ (Красный Луч) в 1979 году. Первый тренер — Д. Г. Фролов. Окончил луганский спортинтернат.
В 17-летнем возрасте начал выступать на любительском уровне за «Стахановец» из города в Луганской области. Непродолжительное время играл за «дубль» донецкого «Шахтёра». Затем проходил армейскую службу выступая за СКА Одесса.
В 1991—1996 годах был стержневым игроком обороны в луганской «Заря», из которой перешёл в более стабильные в то время львовские «Карпаты», где впервые завоевал первые медали чемпионата Украины.
Отыграв во Львове три сезона воспитанник луганского футбола переходит в донецкий «Шахтёр». Не сумев закрепится в «основе» горняков, Микитина отдают в аренду в полтавскую «Ворскла», а затем в «Ростсельмаш». Наиболее успешно он играет в Ростове, где обрёл второе дыхание, став одним из ведущих игроков российской команды.
Завершал карьеру в 2005 году в днепродзержинской «Стали».
После окончания карьеры тренировал «Зарю-2». С 2020 по 2024 год занимал пост главного тренера «Металлург» Запорожье.

## Достижения
- Серебряный призёр чемпионата Украины (2): 1998/99, 1999/00
- Бронзовый призёр чемпионата Украины: 1997/98
- Финалист Кубка Украины: 1998/99
- Финалист Кубка России 2003.